# Сорокин, Валентин Васильевич
Валенти́н Васи́льевич Соро́кин (25 июля 1936, Авашла (Зилаирская волость) — 15 апреля 2025, Москва) — советский и российский поэт, переводчик и публицист.

## Биография
Родился 25 июля 1936 года на хуторе Ивашла (ныне Башкортостан) в многодетной семье лесника. Родители — Василий Александрович и Анна Ефимовна Сорокины. Отец с Великой Отечественной войны вернулся инвалидом, старший брат погиб в результате несчастного случая. Валентин в 14 лет ушёл из родительского дома и поступил в ФЗО № 5. Десять лет работал в 1-м мартеновском цехе оператором электрокрана на Челябинском металлургическом заводе.
Закончил вечернюю школу, учился в горно-металлургическом техникуме.
В 1962 году приезжает в Москву для учёбы на Высших литературных курсах, где поэт учился в семинаре критика Александра Макарова. За стихи русского, патриотического направления, подвергается многолетнему прессингу со стороны КГБ. Окончив ВЛК, в 1965—1967 годах Сорокин заведует отделом поэзии в саратовском журнале «Волга». В 1967 году на пленуме Союза писателей, который проходил в Саратове, Константин Федин назвал отдел поэзии «Волги» лучшим в стране. Уже в первый год выпуска в журнале опубликованы стихи Андрея Дементьева, Владимира Гордейчева, Бориса Сиротина, Фёдора Сухова, Ольги Фокиной, Людмилы Щипахиной, Давида Кугультинова, Мусы Гали и др. поэтов. В пятом номере по инициативе Валентина Сорокина был напечатан и отрывок из «Чевенгура» Андрея Платонова — «Происхождение мастера» (первоначально предполагалась публикация всего романа, но не разрешила цензура). В 1967—1969 ведёт отдел очерка и публицистики в журнале «Молодая гвардия».

Критик Александр Байгушев вспоминал о том, как в конце 60-х гг. Сорокин выступал на собрании Всероссийского общества охраны памятников истории и культуры (ВООПИК) при большом стечении патриотической интеллигенции: «Он громко возглашал в своих проникновенных, яростных стихах о том, о чем мы и говорили-то с оглядкой, шёпотом, о том, что нам казалось и сказать-то вслух никак нельзя, а то сразу заклюют. И он многое внутри нас всех перевернул, заставил поверить в себя – в русскую правду».
В 1970—1980 гг. Валентин Сорокин — главный редактор издательства «Современник».
С 1983 по 2014 год Сорокин был проректором Высших литературных курсов. В советское время курсы были в ведении Союза писателей СССР. В годы крушения СССР у Сорокина была возможность приватизировать здание, где располагались курсы. Вместо этого Сорокин перевёл их в ведение Литературного института и сохранил курсам государственный статус.
После распада СССР Сорокин трудился в качестве сопредседателя Союза писателей России, затем работал заместителем председателя исполкома Международного сообщества писательских союзов Сергея Михалкова. До конца жизни был членом Правления и руководителем Творческого объединения поэтов Московской городской писательской организации Союза писателей России.
Скончался 15 апреля 2025 года после тяжёлой продолжительной болезни.

## Творчество
Первые публикации были в районной, затем в областной прессе. В 1957 году его стихи включает в альманах Н. Воронов, в 1960 году выходит первая книга «Мечта», некоторые стихи из которой позволили критикам отнести Сорокина к «рабочим поэтам». Однако в 1962 году вышло два сборника стихов «Мне Россия сердце подарила» и «Я не знаю покоя», где лирический герой ставит перед собой совсем другие проблемы. Критик Александр Макаров дал рецензию на стихи молодого поэта в «Литературной газете», где отметил «неукротимость темперамента, правду и жар чувства, искупающие юношескую запальчивость».

Критик и прозаик Светлана Замлелова отмечает, что «...В первой же книге обозначается его горячая, страстная натура, пылкое сердце, кипучая энергия, неистощимая внутренняя сила, искрометный талант» .

В 1962 году по рекомендации Л. С. Соболева, Б. А. Ручьёва и В. Д. Фёдорова Сорокин вступает в СП СССР.

«Прямой, яркий как личность, богатый на слово и рифму, Валентин Сорокин сразу покорил своих слушателей и читателей своими стихами о любви, о природе, об Урале», – пишет литературовед Виктор Петелин в монографии «История русской литературы второй половины XX века».

Малоизвестна поэма В. Сорокина «Здравствуй время!», которая была написана в середине 60-х годов, опубликована в заводской газете «Челябинский металлург» и тут же запрещена цензурой как идеологически «вредное» произведение. Сегодня эта поэма звучит как гимн трудовому поколению и весьма современна. Поэма неоднократно переиздавалась в новейшее время.
Критик Мария Бушуева считает Валентина Сорокина «поэтом огня», указывая на архетипичность его лирического героя, в котором отчётлив код народного самосознания. М. Бушуева утверждает, что «Образ женщины, которую «огонь соловьиный / Золотил на российских полях», не просто запоминается, он ключ к тайне поэзии Валентина Сорокина».
В 1970-х годах Сорокин пишет ряд поэм «Евпатий Коловрат», «Пролетарий», «Дмитрий Донской», «Сейитназар», «Красный волгарь», «Две совы», «Золотая».
В 1980-х годах Сорокин неоднократно пытается опубликовать большую эпическую поэму «Бессмертный маршал» (о Г. К. Жукове), дописанную им ещё в 1978 году, однако из-за соображений политической цензуры из неё убирались сотни и тысячи строк. Полностью впервые она была опубликована только в 1989 году.
В конце 1980-х-начале 1990-х Сорокин издает серию очерков о погибших русских поэтах — С. А. Есенине, Б. П. Корнилове, П. Н. Васильеве, Н. М. Рубцове и др., которые впоследствии вошли в документально-публицистическую книгу «Крест поэта» (1995). Также пишет серию очерков о многих современных поэтах и писателях: Б. А. Ручьёве, Л. К. Татьяничевой, В. Фёдорове, П. Л. Проскурине, Ю. В. Бондареве, Е. А. Исаеве , В. Семакине, И. Шевцове, Н. П. Воронове, И. Акулове, М. Львове, Д. М. Ковалёве, В. Ф. Бокове, С. Куняеве, А. Маркове, А. А. Прокофьеве, В. Богданове, В. И. Машковцеве, А. Филатове, С. Викулове, С. Поделкове, В. Кочеткове, Ю. Л. Прокушеве, О. Шестинском и др.

Аршак Тер-Маркарьян отмечает гуманизм Валентина Сорокина, его способность «воспринимать чужую боль, как свою» на примере книги «Восхождение», рассматривая этот однотомник как важный этап творческого пути поэта: «Сливайся, русская тоска, / С армянскою не для раздора, / Как ливень с пламенем песка, / Как ветер с думою простора».

Стихи Валентина Сорокина переведены на многие европейские языки, на арабский, японский и хинди.

«Валентин Сорокин – поэт ярко выраженного гражданского чувства, патриот России, певец русской державности», - такую оценку пафоса творчества поэта даёт В. Дмитриев в газете «Московский комсомолец». Литературовед П. Лаврёнов в «Литературной газете» отмечает другие черты: «Соприкасаясь с поэзией классика современной отечественной литературы Валентина Васильевича Сорокина, всякий раз не перестаёшь удивляться поразительной её свежести, внутренней силе, созидательности».
Подполковник внутренней службы, ветеран МВД Яков Шац, считает, что «очень русский поэт Сорокин понятен и близок читателям других национальностей России, тем, кто, говоря словами Владимира Даля, „думает по-русски“». По мнению Я. Шаца, «сердцем болеющий за судьбу страны, он [Валентин Сорокин] не может писать высоким слогом о людях, стоявших у руля власти в перестроечные времена, проводивших политику, которая по своей сути не являлась ни патриотической, ни национальной».

Писатель, главный редактор газеты «Татарский мир» Ринат Мухамадиев называет Валентина Сорокина своим другом, считает его «настоящим интернационалистом и настоящим российским поэтом». 
Алтайская поэтесса Айгуль Майманова считает Валентина Сорокина великим русским поэтом, классиком русской литературы, смыслом жизни которого было беззаветное служение России и слову.

Президент Славянской литературной академии, директор Международной ассоциации писателей (МАП) Балкан Елка Няголова называет Валентина Сорокина великим русским поэтом, оказавшим значительное влияние на поэзию славянских стран . Первый секретарь посольства Государства Палестина, палестинский поэт Абдулла Исса в книге «О великой литературе» даёт такую оценку творчеству Валентина Сорокина: «...его поэзия в период трагических перемен в России остается похожей на барабанный бой, пробуждающий совесть. Его творческий голос, громогласный голос, не поддающийся затиханию, звучит сильным, нежным, искренним и мучительным».

Пародию на стихотворение Сорокина
Влюбчивый, доверчивый, земной,
Я один виновен перед вами,
Женщины, обиженные мной,
Девушки с печальными бровями.
написал Александр Иванов
Влюбчивый, доверчивый, земной,
Я достоин пращура Адама.
Девушки, обиженные мной,
Вы уже не девушки, а дамы.
<…>
Поэт и переводчик Лазарь Шерешевский в эпиграмме «Крылья русской поэзии» о Валентине Сорокине отзывается так:
Прошли года. И в оперенье слов
Вовсю простором двинулись широким
Сергей Орлов, Владимир Соколов
И в апогее – Валентин Сорокин!
В 2015 году Роспечать (ныне упразднённое ведомство), без какого-либо обоснования отказало в грантовой поддержке книги Валентина Сорокина «Купола Кремля», состоящей из цикла героической лирики и поэмы «Бессмертный маршал» (о Г. К. Жукове). Составитель книги писатель Лидия Сычева выступила в газете «Завтра» со статьёй «Цена бесстыдства» и обратилась с письмом к главе государства Владимиру Путину. На следующий год грант на издание книги был предоставлен.

## Общественная позиция
По мнению публициста Сергея Семанова, с 1978 года на Сорокина и других руководителей «Современника» начинаются гонения со стороны властей: его лишают квартиры, выносят на обсуждение КПК. По утверждению публициста А. Байгушева, гонения на Сорокина начались из-за выступлений против всесильной советской цензуры.

Валентин Сорокин не подписал письмо против Солженицына, хотя как главному редактору издательства «Современник» ему настоятельно рекомендовали это сделать.
В других источниках отмечается последовательная антисемитская позиция Сорокина: так, Юрий Безелянский пишет: «Берёт оторопь, когда, с позволения сказать, поэт Валентин Сорокин пишет:
От бесхлебья и от СПИДа
Погибать я не хочу,
Завтра главного хасида
За тютюльку ухвачу.
Что за бесовщина?! И в бесхлебье и в СПИДе виноваты хасиды, как представители еврейского народа?» Британский учёный Яаков Рои выделяет как выразительный пример антисемитизма в российской литературной среде статью Сорокина «Свои чужие» («Наш современник», 1989, № 8), в которой Сорокин сетует на присуждение Иосифу Бродскому Нобелевской премии, заявляя, что Бродский мог бы стать настоящим поэтом лишь в том случае, если бы писал на своём языке — идише. Но если внимательно прочитать эту статью (неоднократно переиздававшуюся), то слова идиш в ней нет вообще, а претензии к поэзии Иосифа Бродского связаны с эстетикой, а не с национальной принадлежностью.

Народный поэт Башкортостана Александр Филиппов в очерке «Серебряные струны Зилаира» пишет, что «…Антисемитизм Сорокину приписывали будущие прорабы перестройки обдуманно и прицельно опасно. Но Сорокин – русский поэт с нежной и ранимой душой – никогда не был и не есть антисемит. Да, он открыто выступает против засилья ходульной серости в печати, театрах, издательствах, на радио и телевидении…»
Лауреат многих израильских литературных премий  поэт Моисей Лемстер заявляет, что «ко мне Сорокин очень хорошо относился и немало для меня сделал». Действительно, Сорокин пишет: «Из города Петах-Тиква, из центрального Израиля, пришла ко мне эта книга. С дарственной надписью от автора — Моисея Лемстера: «Спасибо Вам за доброе отношение ко мне и моему творчеству!».

Писатель Рахиль Гуревич, которая знала Валентина Сорокина как проректора Литинститута и руководителя Высших литературных курсов, указывает на его доброжелательность, порядочность и талант педагога: «...мне нужны были знания. И Валентин Васильевич, как я сейчас понимаю, знания-то эти своим ученикам давал».
В 1990 году подписал «Письмо 74-х».

«Вместе с Юрием Прокушевым Валентин Сорокин добился открытия памятника Сергею Есенину на Тверском бульваре в Москве», пишет публицист Ирина Ушакова в газете «Завтра».
В 2022 году подписал письмо в поддержку российского военного вторжения на Украину.

## Сочинения
- Мечта: Стихи. Челябинск, 1960.- 36 с., 2 000 экз.
- Я не знаю покоя: Стихи. Челябинск, 1962. — 152 с., 7 000 экз.
- Мне Россия сердце подарила: Стихи. Челябинск, 1963. — 208 с., 10 000 экз.
- Ручное солнце: Стихи. М., Советский писатель, 1963; — 80 с., 9 000 экз.
- Лирика: Стихи. Челябинск, ЮУКИ, 1966—124 с., 10 000 экз.
- Избранная лирика. / Вс. ст. Михаила Беляева, М., Молодая гвардия, 1966; 32 с., 175 000 экз. (Б-чка избранной лирики).
- Разговор с любимой: Стихи и поэмы. Саратов, 1968. — 108 с., 5 000 экз.
- Голубые перевалы: Стихи. М., Советский писатель, 1970. — 144 с., 10 000 экз.
- Лирика. Челябинск, ЮУКИ, 1970. — 140 с., 10 000 экз.
- Проплывают облака: Стихи. М., Советская Россия, 1971; — 80 с., 20 000 экз.
- Старое и новое. М., Малыш, 1971; — 16 с., 150 000 экз.
- За журавлиным голосом: Стихи и поэмы. М., Московский рабочий, 1972. — 192 с., 20 000 экз.
- Клик. Стихотворения и поэмы. М., Молодая гвардия, 1973; — 168 с., 40 000 экз.
- Огонь: Поэмы. М., Современник, 1973; — 240 с., 20 000 экз.
- Грустят березы; Стихи. М., Правда, 1974; 32 с., 100 000 экз. (Б-ка «Огонёк»)
- Признание: Стихи, поэмы. / Вст. ст. М. Львова. М., Советский писатель, 1974; — 184 с., 20 000 экз.
- Петино солнышко: Стихи. М., Малыш, 1974; — 18 с., 150 000 экз.
- Багряные соловьи: Стихотворения. М., Советская Россия, 1976. — 336 с.; 20 000 экз.
- Озерная сторона: Стихи и поэмы. / Послеслов. Бор. Леонова, М., Воениздат, 1976; — 256 с., 20 000 экз.
- Плывущий Марс: Стихотворения и поэмы. М., Молодая гвардия, 1977; — 224 с., 65 000 экз.
- Избранное: Стихотворения и поэмы. М., Художественная литература, 1978. — 288 с; 25 000 экз.
- Я шёл к тебе: Стихи. Челябинск, ЮУКИ, 1979—120 с.; 5 000 экз.
- Лирика: Стихотворения и поэмы. / Вс. ст. Б. Примерова, М., Советская Россия, 1979; — 400 с., 25 000 экз.
- Первый ветер: Стихи. Уфа, 1981;
- Хочу быть ветром: Стихотворения и поэмы. М., Советский писатель, 1982; — 176 с., 20 000 экз.
- Посвящение: Избранное. М., Молодая гвардия, 1982; — 368 с., 60 000 экз.
- Посреди холма: Стихотворения и поэмы. М., Современник, 1983; — 424 с., 20 000 экз.
- Лирика: Стихи и поэмы. М., Советский писатель, 1986; — 416 с., 28 500 экз.
- Благодарение. Поэт о поэтах: Портреты писателей, очерки, литературная критика. / Вст. ст. Е. Осетрова. М., Современник, 1986—304 с.; 20 000 экз.
- Я помню: Стихотворения, баллады, поэма. М., 1987; — 208 с., 10 000 экз.
- Нас двое: Стихотворения и поэмы. М., Советская Россия,1987 — 304 с., 10 000 экз.
- Обещание: Стихотворения и поэмы. М., Современник, 1989; — 366 с., 25 000 экз.
- Хочу быть ветром. М., Советская Россия, 1989; — 192 с., 25 000 экз.
- Бессмертный маршал. М., Советский писатель, 1989; — 96 с.
- Будь со мной: Стихи о любви. М., 1996;
- Лицо: Стихи. Оренбург, 1997;
- Басни и сказы про ельцинские проказы: Басни. М, 1997;
- Крест поэта: Очерки. М., 1998;
- Бессмертный маршал: Драматическая поэма. М., 2000;
- Ратный миг: Стихотворения, баллады, поэмы. М., 2000;
- «Обида и боль», кн. 1, «Отстаньте от нас!» кн.2: Очерки, М., 2002;
- Голос любви: Стихи и поэмы. Челябинск, Танкоград, 2003. — 320 с.; 500 экз.
- Биллы и дебилы: Роман в ярких документальных рассказах. М., 2003.
- Три круга: Проза. — Челябинск, «Танкоград», 2004.
- Восхождение: Собрание сочинений в одном томе. — М., «Советский писатель», 2004. — 528 с., 1 000 экз.
- Крест поэта: Очерки. М., Алгоритм, 2006. — 608 с., 2 000 экз.
- Где твой меч? Стихотворения, поэмы. М., Алгоритм, 2006.— 432 с., 1 000 экз.
- За одну тебя: Стихотворения, поэмы. М., Алгоритм, 2007. — 448 с., 1 000 экз.
- Первая леди: Проза.— М., Алгоритм, 2007.— 560 с.
- Сувенир: Басни, эпиграммы. М., Алгоритм, 2007. — 432 с., 1 000 экз.
- Ты — моя: Стихотворения. М., Рипол-классик, 2008. — 160 с., 1 000 экз.
- Один изъян от этих обезьян: Политическая сатира, басни. Челябинск, 2009.
- Макаки в полумраке : Очерки. М., 2010.
- Здравствуй, время! Стихотворения, поэмы. М., 2010.
- Пути свидания. Стихотворения, поэмы. М., 2011.
- Русская отвага. Стихотворения, поэмы. М., 2011.
- Мы вас видим. Стихотворения. Челябинск, 2012.
- Твои ладони. Стихотворения, поэмы. М., 2014.
- Купола Кремля. Стихотворения, поэмы. ISBN 978-5-00095-264-1 М., 2016.
- Ты моя. Стихотворения. ISBN 978-5-00095-616-8 М., 2018.
- Тоска по крыльям. том 1. Стихотворения, поэмы. ISBN 978-5-4484-1038-3. М., 2019.
- Чаша судьбы. том 2. Стихотворения, поэмы. ISBN 978-5-4484-1039-0. М., 2019.

### Переводы
- Дугужев К. Журавли. / Пер. с черкесского В. Сорокина. — М., Советская Россия, 1973

## Награды
- орден «Знак Почёта»
- Орден Дружбы
- Знак Союза писателей Палестины, 2024

## Премии
- премия Ленинского комсомола (1974) — за книгу поэм «Огонь»
- Государственная премия РСФСР имени М. Горького (1986) — за книгу стихов «Хочу быть ветром» (1982)
- Международная премия имени М. А. Шолохова в области литературы и искусства (2000) — за поэму «Бессмертный маршал»
- премия имени В. Д. Фёдорова
- премия имени В. К. Тредиаковского
- премия имени А. Т. Твардовского
- всероссийская литературная премия имени Д. Н. Мамина-Сибиряка
- премия журнала «Огонёк» (1969, 1975)
- Премия имени Сергея Есенина
- Премия имени Н. С. Гумилёва
- Премия имени Бориса Ручьёва[42]
- Премия имени Дмитрия Кедрина «Зодчий»